# Eriococcus gracilispinus
Eriococcus gracilispinus är en insektsart som först beskrevs av Borchsenius och Matesova 1955.  Eriococcus gracilispinus ingår i släktet Eriococcus och familjen filtsköldlöss.
Artens utbredningsområde är Kazakstan. Inga underarter finns listade i Catalogue of Life.